# Dinochloa erecta
Dinochloa erecta är en gräsart som beskrevs av Elizabeth A. Widjaja. Dinochloa erecta ingår i släktet Dinochloa och familjen gräs. Inga underarter finns listade i Catalogue of Life.